# 4B5B-Code
Der 4B5B-Code ist ein Begriff aus der Telekommunikation, der einen Leitungscode bezeichnet, der eindeutig umkehrbar vier Nutzdatenbits auf fünf Codebits abbildet. Einsatzbereiche dieses Codes liegen bei Fast Ethernet 100BASE-TX in Kombination mit einer MLT-3-Leitungscodierung bei Kupferkabeln und einer NRZI-Leitungscodierung bei dem Fiber Distributed Data Interface (FDDI). Weitere Anwendungsbereiche sind das Multi Channel Audio Digital Interface (MADI) nach dem Standard AES-10.
Durch das Einfügen eines weiteren Bits erhöht sich die codierte Bitrate gegenüber der Nutzdatenbitrate um 25 %.

## 4B5B-Tabelle
| Bezeichnung | 4B   | 5B    | Funktion              |
| ----------- | ---- | ----- | --------------------- |
| 0           | 0000 | 11110 | Hex data 0            |
| 1           | 0001 | 01001 | Hex data 1            |
| 2           | 0010 | 10100 | Hex data 2            |
| 3           | 0011 | 10101 | Hex data 3            |
| 4           | 0100 | 01010 | Hex data 4            |
| 5           | 0101 | 01011 | Hex data 5            |
| 6           | 0110 | 01110 | Hex data 6            |
| 7           | 0111 | 01111 | Hex data 7            |
| 8           | 1000 | 10010 | Hex data 8            |
| 9           | 1001 | 10011 | Hex data 9            |
| A           | 1010 | 10110 | Hex data A            |
| B           | 1011 | 10111 | Hex data B            |
| C           | 1100 | 11010 | Hex data C            |
| D           | 1101 | 11011 | Hex data D            |
| E           | 1110 | 11100 | Hex data E            |
| F           | 1111 | 11101 | Hex data F            |
| Q           | —    | 00000 | Quiet (Signalverlust) |
| I           | —    | 11111 | Idle (Pause)          |
| J           | —    | 11000 | Start #1              |
| K           | —    | 10001 | Start #2              |
| T           | —    | 01101 | End                   |
| R           | —    | 00111 | Reset                 |
| S           | —    | 11001 | Set                   |
| H           | —    | 00100 | Halt                  |

Datensymbole sind mit 0..9 und mit A..F bezeichnet, daran anschließend Steuercodes.
Bei der Abbildung nach dieser Tabelle werden lange „0“- oder „1“-Folgen vermieden, die die Taktrückgewinnung erschweren könnten. Zu diesem Zweck darf es in der Umsetzungstabelle bei den Datenwörtern (0..9 und A..F) nicht mehr als eine führende „0“ und nicht mehr als 2 abschließende „0“ geben, bei den Steuercodes wird diese Regel durch eine Kombination von zwei Steuerwörtern sichergestellt, des Weiteren darf es auch nie mehr als vier „1-“ Folgen geben, da die Abfolge von fünf „1-“ Folgen als Funktion für die Wiederherstellung des Taktes gedacht ist. Damit ist der 4B5B-Code gleich einem (0,3) RLL-Code.
Die Steuercodes werden nach folgender Tabelle paarweise zusammengefasst. Bei Fast Ethernet nach 100BASE-TX beginnt ein Datenrahmen beispielsweise mit einem JK-Paar. Der Datenrahmen endet bei FDDI mit einem TT-Paar, bei 100BASE-TX mit einem TR-Paar.
| Bezeichnung | 5B Symbole  | Verwendung               |
| ----------- | ----------- | ------------------------ |
| JK          | 11000 10001 | Sync, Start delimiter    |
| II          | 11111 11111 | Nicht verwendet          |
| TT          | 01101 01101 | FDDI end delimiter       |
| TS          | 01101 11001 | Nicht verwendet          |
| IH          | 11111 00100 | SAL                      |
| TR          | 01101 00111 | 100BASE-TX end delimiter |
| SR          | 11001 00111 | Nicht verwendet          |
| SS          | 11001 11001 | Nicht verwendet          |
| HH          | 00100 00100 | HDLC0                    |
| HI          | 00100 11111 | HDLC1                    |
| HQ          | 00100 00000 | HDLC2                    |
| RR          | 00111 00111 | HDLC3                    |
| RS          | 00111 11001 | HDLC4                    |
| QH          | 00000 00100 | HDLC5                    |
| QI          | 00000 11111 | HDLC6                    |
| QQ          | 00000 00000 | HDLC7                    |